# Leopoldo da Castelnuovo
Leopoldo da Castelnuovo, al secolo Bogdan Ivan Mandić (Castelnuovo di Cattaro, 12 maggio 1866 – Padova, 30 luglio 1942), è stato un presbitero croato dell'Ordine dei frati minori cappuccini; nel 1983 è stato proclamato santo da papa Giovanni Paolo II.

## Biografia

### La vita

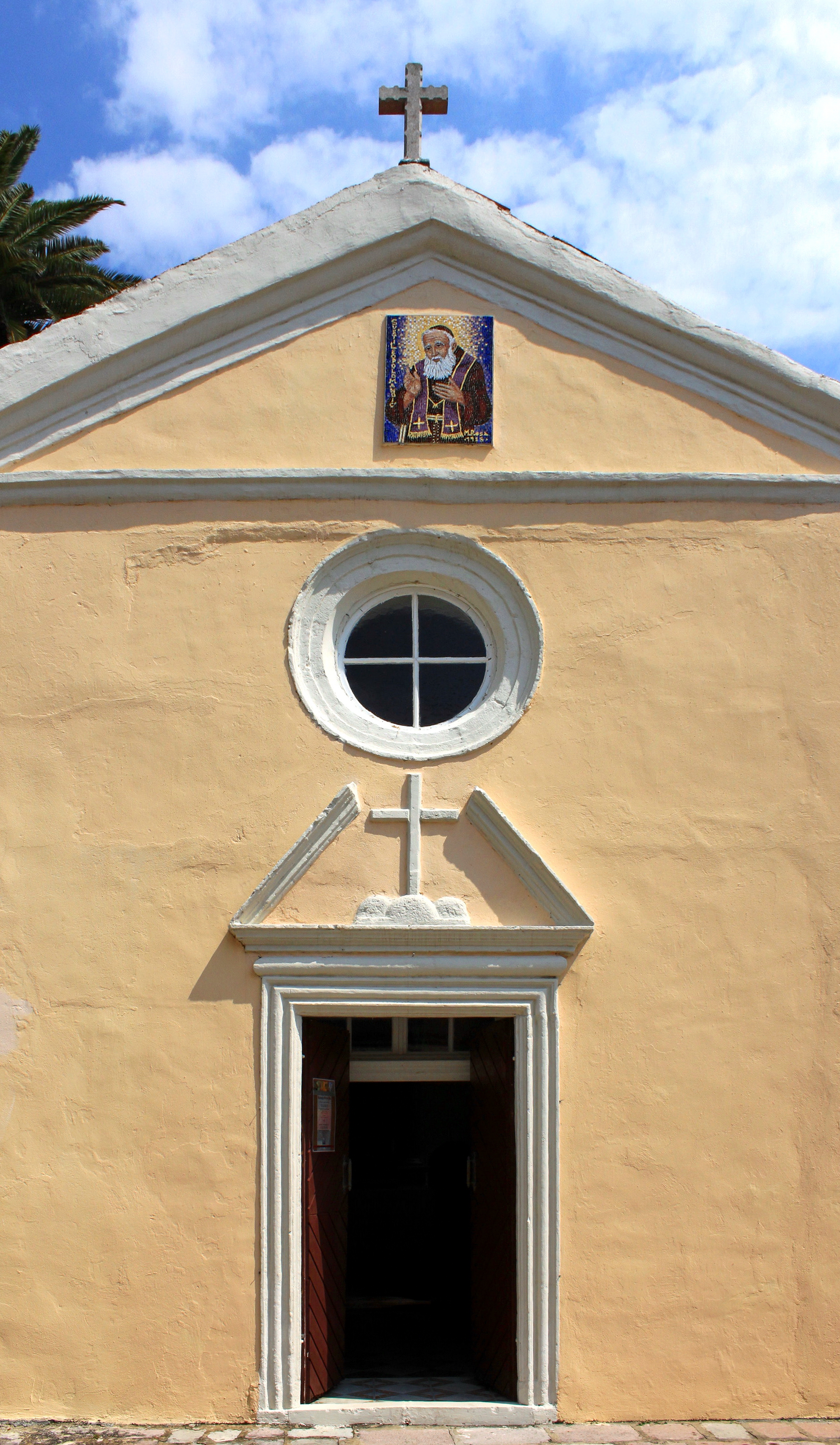
Chiesa di San Leopoldo Mandić a Castelnuovo di Cattaro.

Bogdan Mandić nacque a Castelnuovo di Cattaro, una città del Regno di Dalmazia incorporata nell'Impero d'Austria e oggi nel Montenegro; fu il penultimo figlio di una coppia di croati cattolici. Nella sua città prestavano servizio i frati Cappuccini e Bogdan, frequentando il convento per il doposcuola e le feste religiose, maturò l'idea di farsi frate. A sedici anni lasciò la città natale ed entrò nel convento dei Cappuccini di Udine. A diciotto anni entrò nel noviziato di Bassano del Grappa e vestì l'abito francescano, ricevendo il nome religioso di Leopoldo. Successivamente studiò a Padova e a Venezia e nel 1890 fu ordinato prete. Fu destinato al convento di Venezia fino al 1897, quando fu inviato a Zara. Dopo tre anni fu richiamato a Bassano del Grappa, dove si fermò fino al 1905, quando fu inviato come vicario al convento di Capodistria, dove si fermò un anno prima di essere richiamato in Veneto. Mandić mantenne la cittadinanza austro-ungarica, ma ciò gli creò problemi allo scoppio della prima guerra mondiale e nel 1917 fu inviato al confino politico nel sud Italia, per cui dovette soggiornare in alcuni conventi della Campania. Terminata la guerra, nel 1919 tornò in Veneto e fu destinato a Padova, dove rimase per il resto della sua vita. Morì di cancro nel 1942.

### Il profilo spirituale: riconciliazione ed ecumenismo
Quando abbracciò la vita religiosa nella famiglia francescana dei Cappuccini, il giovane frate Leopoldo da Castelnuovo coltivava due fermi propositi. Due aspirazioni maturate da esperienze risalenti già all'infanzia trascorsa al paese natio, sulla costa dalmata dell'Adriatico: essere missionario in Oriente, per riavvicinare alla Chiesa cattolica gli ortodossi e contribuire all'unità della Chiesa, e diventare confessore, usando con le anime dei peccatori tanta misericordia e bontà. Vari fattori, tra cui la salute precaria e l'obbedienza promessa, lo portarono a realizzare soltanto la seconda aspirazione.
Padre Leopoldo spese quasi metà della sua vita nel convento dei Cappuccini di Padova, rinchiuso nella sua cella-confessionale di due metri per tre, dedicando ogni energia all'accoglienza dei fedeli, soprattutto dei poveri e dei peccatori nel sacramento della confessione.
Così, l'Oriente che desiderava raggiungere da missionario divenne ogni anima che andava a chiedere il suo aiuto spirituale. Egli stesso, il 31 gennaio 1941, scrisse: «Mi obbligo con voto, momento per momento, con tutta la diligenza possibile, tenendo conto della mia debolezza, di dedicare tutte le energie della mia vita per il ritorno dei fratelli separati d'Oriente alla unità cattolica. Per il momento, ogni anima che avrà bisogno del mio ministero, sarà per me un Oriente».
In occasione della beatificazione, papa Paolo VI riconobbe in padre Leopoldo un anticipatore del cosiddetto ecumenismo spirituale: «Padre Leopoldo fu “ecumenico” ante litteram, cioè sognò, presagì, promosse, pur senza operare, la ricomposizione nella perfetta unità della Chiesa, anche se essa è gelosamente rispettosa delle particolarità molteplici della sua composizione etnica».
Fu confessore ricercato, anche da diversi professionisti e docenti dell'Università cittadina, per le doti di sapienza e scrutazione dei cuori, dovute alla frequentazione dei testi biblici e patristici.
Si distinse pure per la vita di preghiera, l'intensa devozione alla Vergine Maria (che in veneto chiama “Parona benedeta”), la scrutazione dei cuori e, soprattutto, per la benevola accoglienza dei penitenti. «Stia tranquillo – usava dire a molti – metta tutto sulle mie spalle, ci penso io», e si addossava preghiere, veglie notturne, digiuni e privazioni volontarie.

## Culto

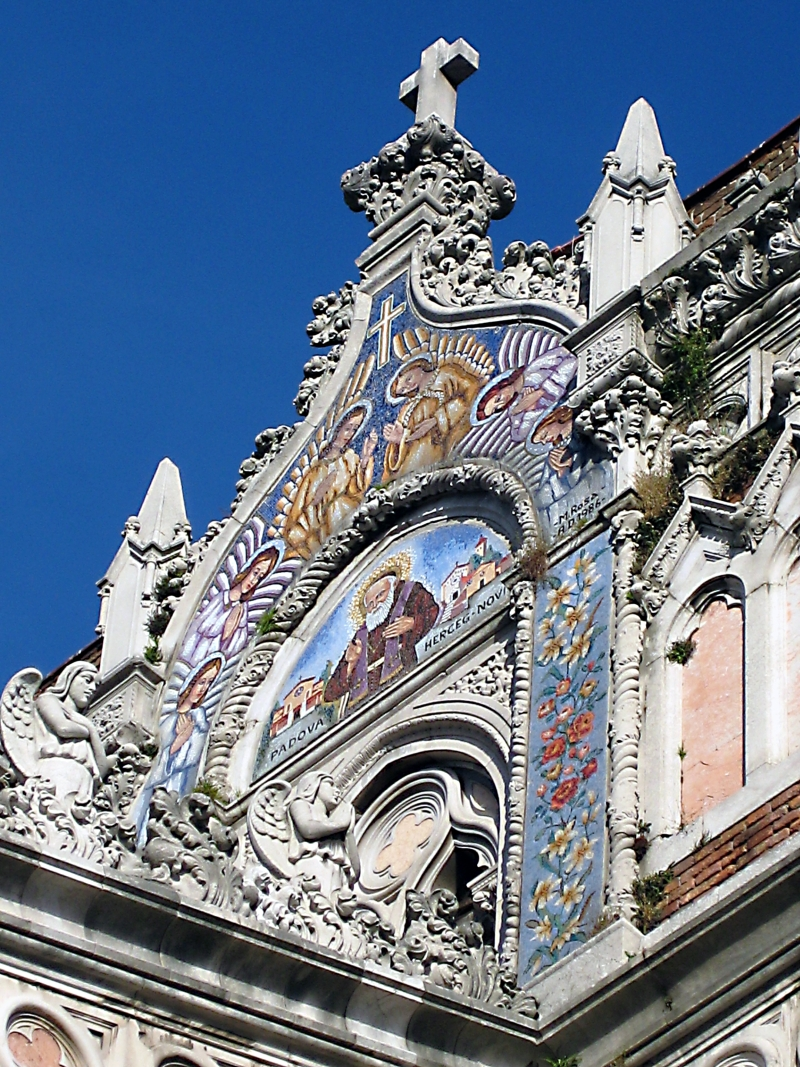
San Leopoldo Mandić sulla Chiesa di Lourdes a Fiume

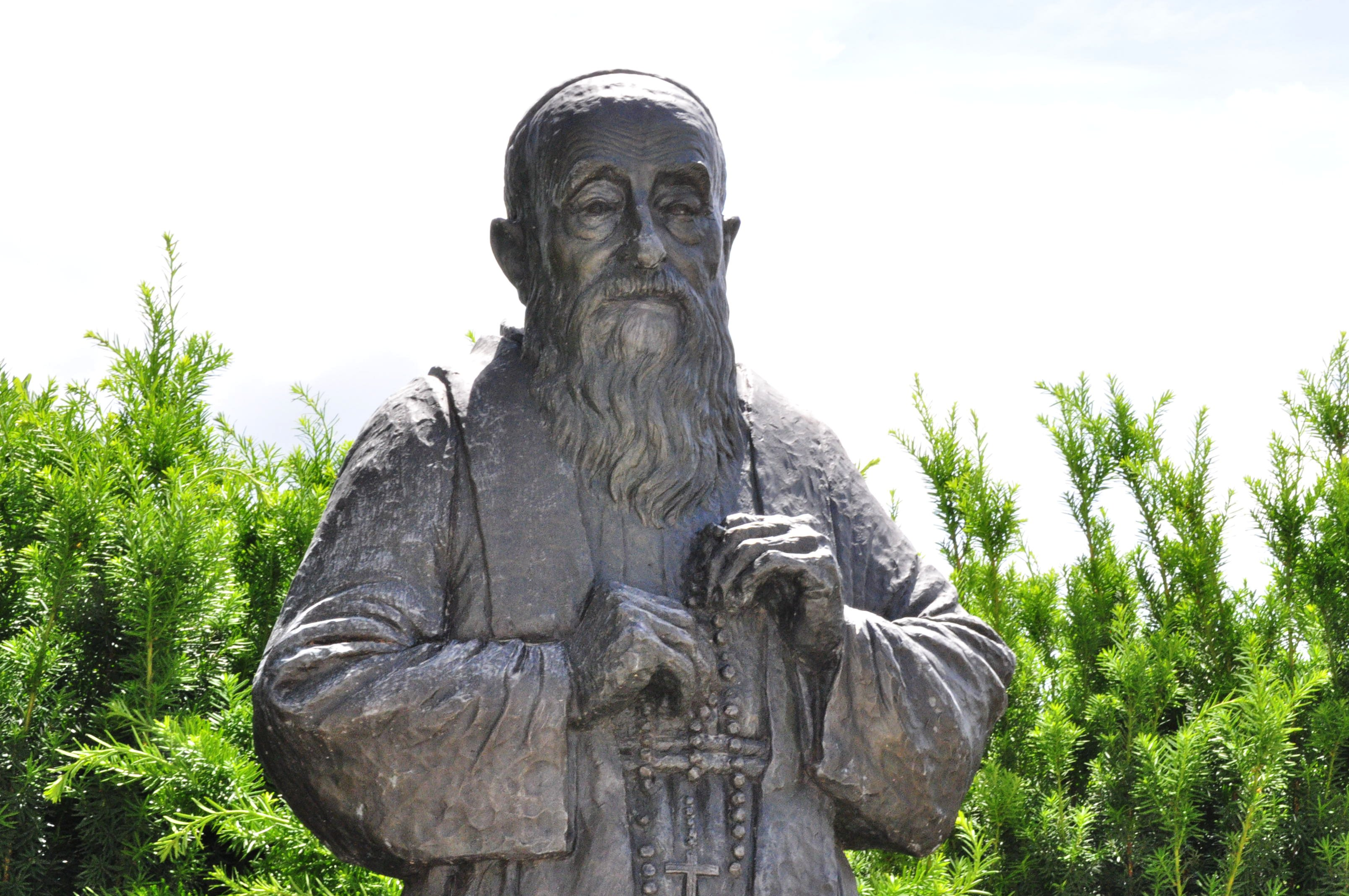
Statua di San Leopoldo Mandić a Međugorje

Le pratiche per il riconoscimento della santità di padre Leopoldo iniziarono, a livello diocesano, nel 1946. Il 1º marzo 1974 fu emanato il decreto sulla eroicità delle virtù del Servo di Dio, e il 12 febbraio 1976 seguì il decreto sui miracoli attribuiti alla sua intercessione.
Papa Paolo VI lo proclamò beato il 2 maggio 1976, a Roma. Papa Giovanni Paolo II lo canonizzò il 16 ottobre 1983, a Roma, indicandolo come modello dei confessori.
I fedeli continuano a pregarlo nella cappella accanto alla chiesa del convento dei Cappuccini di Padova che gli è stata dedicata e dove, dal 1963, riposa il suo corpo. La sua tomba, insieme alla piccola cella-confessionale sopravvissuta, secondo la sua profezia, al bombardamento che il 14 maggio 1944 distrusse la chiesa, è divenuta luogo di pellegrinaggio.
E pellegrino eccellente fu, il pomeriggio del 12 settembre 1982, nel contesto della visita pastorale alla città di Padova, papa Giovanni Paolo II, che visitò i luoghi del ministero sacerdotale di padre Leopoldo Mandić e sostò in preghiera davanti alla tomba del santo.
La ricorrenza liturgica di san Leopoldo è il 30 luglio; in molti luoghi, però, è ricordato il 12 maggio. Nel suo santuario di Padova viene ricordato il 12 maggio, preceduto da una novena; a Padova una speciale attenzione viene riservata alla Settimana di preghiera per l'unità dei cristiani (dal 18 al 25 gennaio di ogni anno).
San Leopoldo è stato riconosciuto il 6 gennaio 2020 dalla Congregazione per il culto divino e la disciplina dei sacramenti patrono dei malati d'Italia colpiti da tumore. La notizia è stata diffusa dalla diocesi di Padova l'8 febbraio 2020.

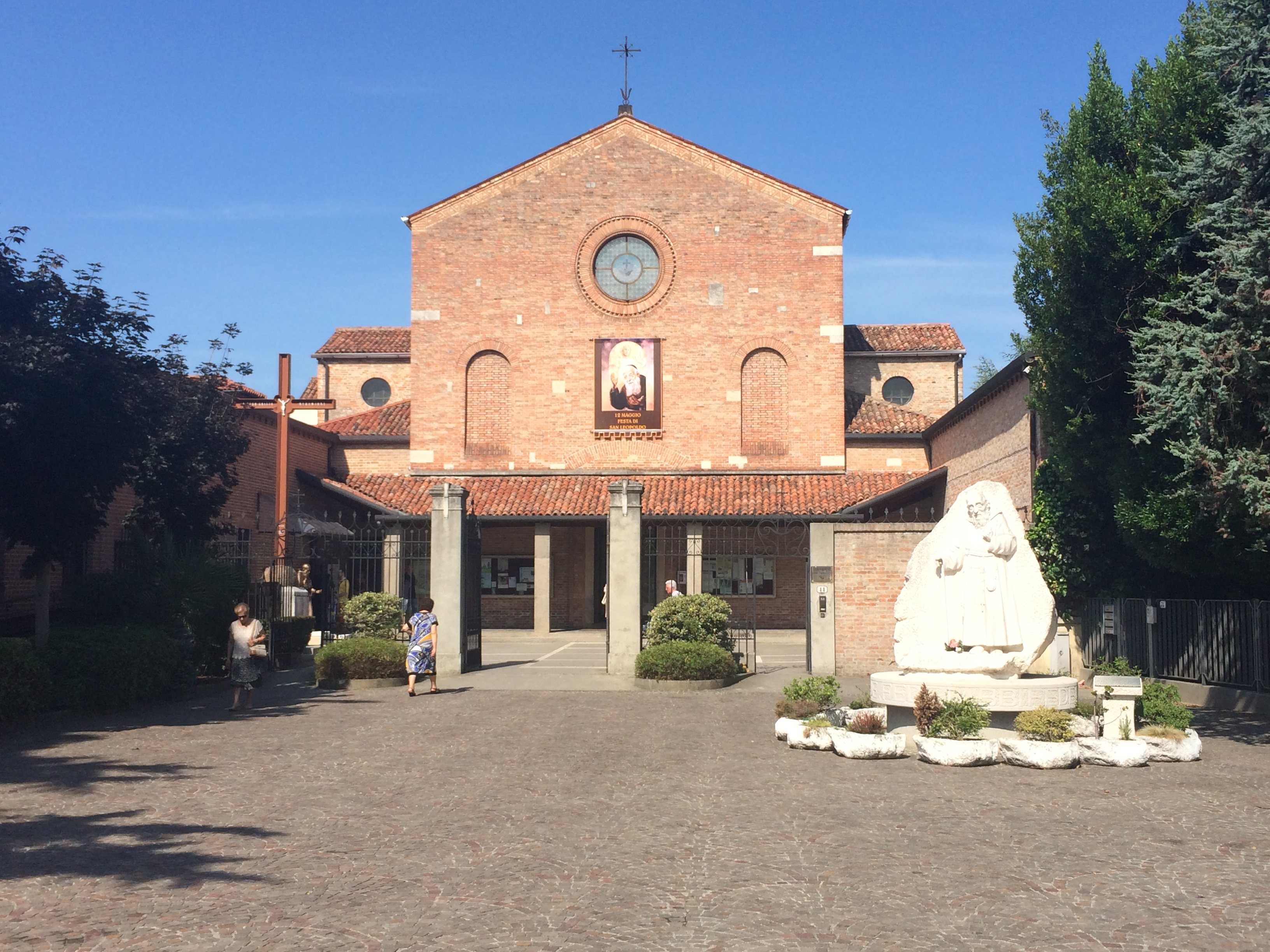
Santuario di San Leopold Mandić a Padova